# Лужины (станция метро)
«Лужины» (чеш. Lužiny) — станция пражского метрополитена. Расположена на линии В между станциями «Лука» и «Гурка».

## Характеристика станции
Станция открыта 11 ноября 1994 года в составе четвёртого пускового участка линии В «Nové Butovice - Zličín».
На станции один наземный вестибюль.
Станция примечательна необычной конструкцией — в потолке центрального пролёта есть застеклённые ниши, выходящие на поверхность (всего 3 по длине станции). Под нишами расположены композиции в виде застеклённых пальм.
Пассажиропоток по станции — 17 493 чел/сут.